# Sweet Dreams (песня Бейонсе)
«Sweet Dreams» — песня американской певицы Бейонсе, выпущенная 2 июня 2009 в качестве шестого сингла из её третьего студийного альбома I Am… Sasha Fierce.
Была одной из первых песен, написанных для готовящегося альбома. Первым названием песни было «Beautiful Nightmare». На следующий день после записи демо попало в сеть. В качестве шестого сингла из I Am… Sasha Fierce планировалось выпустить Broken-Hearted Girl ,однако в последний момент выбор был сделан в пользу более танцевальной «Sweet Dreams»

## Список композиций
«Ego»/«Sweet Dreams» Singles & Dance Mixes
1. «Ego» — 3:57
2. «Ego (DJ Escape & Johnny Vicious Club Remix)» — 8:22
3. «Ego (Slang „Big Ego“ Club Remix)» — 6:19
4. «Sweet Dreams» — 3:29
5. «Sweet Dreams (OK DAC Club Remix)» — 5:14
6. «Sweet Dreams (Karmatronic Club Remix)» — 6:36

## Позиции в чартах
| Россия — TopHit 100                         | Россия — TopHit 100                         | Пик Позиция | Пик Позиция |
| ------------------------------------------- | ------------------------------------------- | ----------- | ----------- |
| «Sweet Dreams (Smash Mode Radio Remix)»     | «Sweet Dreams (Smash Mode Radio Remix)»     | 317         | 317         |
| «Sweet Dreams (Maurice Joshua Radio Remix)» | «Sweet Dreams (Maurice Joshua Radio Remix)» | 251         | 251         |
| «Sweet Dreams (Karmatronic Radio Remix)»    | «Sweet Dreams (Karmatronic Radio Remix)»    | 256         | 256         |
| «Sweet Dreams (Groove Police Radio Remix)»  | «Sweet Dreams (Groove Police Radio Remix)»  | 227         | 227         |
| «Sweet Dreams»                              | «Sweet Dreams»                              | 26          | 26          |
| Котировки                                   | Сертификаты                                 | Продажи     | Пик Позиция |
| Австралия — ARIA Top 50 Singles Chart       | Платина                                     | 70.000      | 2           |
| Новая Зеландия — top 40 singles             | Золото                                      | 7.500       | 1           |
| Польша — The Polish National Top 50         |                                             |             | 7           |
| United World Chart                          |                                             | 1.021.000   | 11          |